# Mitsui Concord 18
Der Mitsui Concord 18 ist ein Liberty-Ersatzschiffstyp, welcher Mitte der 1960er Jahre von der japanischen Mitsui-Werft als Ersatz für die damals alternde Flotte der Liberty-Frachter und Victory-Schiffe entwickelt und ab 1968 von mehreren japanischen Werften gebaut wurde.

## Geschichte
Mitte der 1960er Jahre fuhren noch ungefähr 700 der Liberty- und Victory-Standardfrachter sowie einige andere während des Zweiten Weltkriegs gebauten Frachtschiffe in der damaligen Welthandelsflotte. Sogar die jüngsten von ihnen waren inzwischen 20 Jahre und älter, und so stellte sich sowohl den Reedereien als auch den Werften die Frage eines Ersatzes dieser Schiffe, welche in absehbarer Zeit das Ende ihrer Einsatzdauer erreichen würden.
Die großen Umwälzungen im Seeschiffsverkehr, hervorgerufen durch das Erscheinen von Containerschiffen und Massengutfrachtern, welche die Stückgutschiffe später nahezu völlig ersetzen würden, waren zu diesem Zeitpunkt noch nicht als solche vorhersehbar, so dass das klassische Stückgutschiff, welches in der damaligen Form seit der Jahrhundertwende mit verhältnismäßig wenigen Änderungen gebaut wurde, noch immer aktuell erschien. Auch die japanische Mitsui-Werft orientierte sich bei ihren Plänen für den Typ Concord 18, ähnlich wie viele andere Werften mit ihren erfolgreichen Typschiffen SD-14, German Liberty, Trampko, Seebeck 36L auch, an Zwischendeckern mit eigenem Ladegeschirr und circa 14.000 Tonnen Tragfähigkeit. Diese konservative Bauform war zweifellos auch der Tatsache geschuldet, das die meisten der noch fahrenden Liberty- und Victory-Schiffe zu diesem Zeitpunkt durch eher kleine Reedereien mit beschränkten Mitteln betrieben wurden. Im Laufe der Bauzeit wurde die Tragfähigkeit der Concord-Schiffe nochmals gesteigert.
Das erste Schiff dieses Typs, die Sylvia Cord, hatte am 2. März 1968 Stapellauf und wurde am 29. Mai 1968 bei Osaka Zosenho in Osaka an seine neuen Eigner die Concord Line (ein Tochterunternehmen der Reederei Lauritzen) aus Kopenhagen übergeben.
Sechs baugleiche Schiffe des griechischen Reeders Michael A. Karageorgis, der eine größere Anzahl Concord-Schiffe bauen ließ, erwarb die deutsche Reederei DDG „Hansa“ in den Jahren 1974/75. Diese Einheiten wurden nach Übernahme durch die DDG „Hansa“ zu Schwergutschiffen beziehungsweise zu 924-TEU-Vollcontainerschiffen der F-Klasse umgebaut.

## Technik
Die Schiffe haben vier Laderäume mit sieben Luken und einem Rauminhalt von 21.474 m³ (Schüttgut) beziehungsweise 19.724 m³ (Stückgut). Die Laderäume sind für den Transport schwerer Ladung geeignet. Als eigenes Ladegeschirr standen standardmäßig elf Ladebäume mit 5 bis 15 Tonnen Kapazität zur Verfügung, es wurden während der Serie jedoch zahlreiche andere Varianten mit herkömmlichen Ladebäumen, Schwergutbäumen, Stülcken-Schwergutgeschirr, oder Kränen gebaut. Daneben wurden vorhandene Schiffe zu Schwergutschiffen oder Containerschiffen umgebaut.
Der Hauptantrieb der Schiffe bestand aus einem Siebenzylinder-Mitsui/B&W-Dieselmotor, der direkt auf einen Festpropeller wirkte. Verwendet wurde anfangs der  Typ 7-62VT2BF-140 mit rund 8400 PS Leistung, später der etwa 1000 PS stärkere Typ 7 K 62 EF mit einer Drehzahl von je 144 Umdrehungen in der Minute. Ein Bugstrahlruder war nicht vorhanden.

## Die Schiffe (Auswahl)
| Mitsui Concord 18              | Mitsui Concord 18 | Mitsui Concord 18                  | Mitsui Concord 18 | Mitsui Concord 18                             | Mitsui Concord 18               | Mitsui Concord 18 | Mitsui Concord 18                                                                          |
| Ausführung                     | Bauname           | Bauwerft / Baunummer               | IMO-Nummer        | Auftraggeber                                  | Indienststellung                | Spätere Namen | Verbleib                                                                                   |
| ------------------------------ | ----------------- | ---------------------------------- | ----------------- | --------------------------------------------- | ------------------------------- | --- | ------------------------------------------------------------------------------------------ |
| Stückgutschiff                 | Sylvia Cord       | Osaka Zosensho (Subkontrakt) / 270 | 6814207           | J. D. Lauritzens Concord Line A/S, Kopenhagen | 1968                            | 1977 nach China als Fu Ping | Abbruch                                                                                    |
| Stückgutschiff                 | Margaret Cord     | Osaka Zosensho (Subkontrakt)       | 6814207           | J. D. Lauritzens Concord Line A/S, Kopenhagen | 1968                            | 1973 Silja Dan, 1975 Protoklitos, 24. Oktober 1981 Golden Benin, 27. Juni 1984 Golden Arabia                                                                         | Ab 22. Juli 1986 Abbruch in Kaohsiung                                                      |
| Stückgutschiff Containerschiff | Aristarchos       | Mitsui / 910                       | 7121671           | Michael A. Karageorgis                        | 18. Januar 1972                 | 1974 Freienfels, 1980 Neckar Express, 1984 Lizard, 1985 Leeward, 1996 Heung-A Carmen, 1998 ZIM Odessa I, 2004 Good Hope I, 2004 MSC Arabia                           | Abbruch ab 3. Juli 2010 in Alang                                                           |
| Stückgutschiff Containerschiff | Aristandros       | Mitsui / 921                       | 7206433           | Michael A. Karageorgis                        | 25. Mai 1972                    | 1974 Frankenfels, 1980 Fulda Express, 1984 Biscay, 1986 Carmen Carina, 1995 Heung-A Grace, 1998 Grace, 1998 ZIM Constantza I, 2004 Good Luck, 2004 MSC Sharjah       | Abbruch ab 16. November 2008 in Alang                                                      |
| Stückgutschiff Containerschiff | Aristipos         | Nipponkai / 169                    | 7326829           | Michael A. Karageorgis                        | 20. November 1973               | 1974 Frauenfels, 1980 Ibn Al Suwaidi, 1982 Isar Express, 1986 Norasia Karsten, 1987 Carmen Alba, 1987 Ocean Express, 1993 Barbican Succes, 1998 Pangani, 1998 Tabora | Abbruch 1999 in Alang                                                                      |
| Stückgutschiff                 | Aristogenis       | Nipponkai / 170 Mitsui / 992       | 7355325           | Michael A. Karageorgis                        | 22. Februar 1974 25. April 1975 | 1975 Trifels, 1980 Tribels | Abbruch 2002 in Alang                                                                      |
| Stückgutschiff Schwergutschiff | Aristokleidis     | Mitsui / 981                       | 7374101           | Michael A. Karageorgis                        | 30. April 1974                  | 1975 Trautenfels, 1980 Trautenbels | Abbruch ab 5. April 2000 in Alang                                                          |
| Stückgutschiff Containerschiff | Aristotelis       | Mitsui / ?                         | 7374113           | Michael A. Karageorgis                        | 25. Juli 1974                   | 1975 Freudenfels, 1980 Werra Express, 1984 Werra, 1984 Windward, 2003 Pelayo, 2005 Windward                                                                          | Abbruch ab 26. November 2008 in Alang                                                      |
| Stückgutschiff                 | Aristomachos      | Mitsui / ?                         | 7374242           | Michael A. Karageorgis                        | 1975                            | 1976 Star Alcyone, 1979 Jin Cheng | Abbruch ab 22. Januar 2009                                                                 |
| Stückgutschiff                 | Aristeidis        | Mitsui / ?                         | 7374254           | Michael A. Karageorgis                        | 1976                            | 1976 Star Procyon, 1979 Xiang Cheng | Abbruch nach 2008                                                                          |
| Stückgutschiff                 | Aristonidas       | Nipponkai / 170 Mitsui / 992       | 7355325           | Michael A. Karageorgis                        | 1977                            | 1978 Tong Cheng | Abbruch 2008                                                                               |
| Stückgutschiff                 | Velenje           | Mitsui /                           | 7507215           | Splošna Plovba Piran                          | Juni 1976                       | - | 1998 bei einem Zyklon vor Kandla gestrandet und ab 21. November 1998 in Alang verschrottet |
| Stückgutschiff                 | Celje             | Mitsui /                           | 7507239           | Splošna Plovba Piran                          | März 1977                       | - | Abbruch ab 31. März 2009 in Indien                                                         |
| Stückgutschiff                 | Kamnik            | Mitsui /                           | 7507241           | Splošna Plovba Piran                          | Mai 1977                        | - | Abbruch ab 4. März 2011                                                                    |
| Stückgutschiff                 | Kranj             | Mitsui /                           | 7502772           | Splošna Plovba Piran                          | Juli 1976                       | - | Abbruch ab 14. Januar 2009                                                                 |
| Stückgutschiff                 | Maribor           | Mitsui /                           | 7512741           | Splošna Plovba Piran                          | September 1976                  | - | Abbruch ab 6. November 2009                                                                |